# 이식형 제세동기
이식형 심장박동회복(심장율동전환)-제세동기(Implantable cardioverter-defibrillator) 곧 이식형 제세동기는 심장박동회복(심장율동전환, Cardioversion)과 제세동을 하는 제세동기이다. 치료가 힘든 부정맥이 있거나 심실세동 경력이 있는 사람이 사용한다.

## 같이 보기
- 브루가다 증후군
- 심폐소생술
- 제세동